# Richard FitzAlan (3e comte d'Arundel)
Pour les articles homonymes, voir Richard FitzAlan.
Richard (II) FitzAlan, 3e comte d'Arundel et 8e comte de Surrey, est un baron anglais né vers 1313 et mort le 24 janvier 1376. Il est surnommé « Copped Hat ».

## Biographie
Richard est le fils aîné du comte d'Arundel Edmond FitzAlan et de son épouse Alice de Warenne. Il est encore jeune lorsque son père est exécuté lors de la révolte contre le roi Édouard II, en 1326. Déshérité, il est contraint de fuir l'Angleterre. Il est rétabli dans son héritage en 1331 et devient un serviteur fidèle du roi Édouard III.
Richard FitzAlan participe à plusieurs campagnes militaires contre l'Écosse dans les années 1330, puis contre la France dans les années 1340-1350 dans le cadre de la guerre de Cent Ans, notamment à l'Écluse, la chevauchée d'Édouard III, la bataille de Crécy, le siège de Calais et la bataille de Winchelsea. Il mène également plusieurs missions diplomatiques auprès de la papauté d'Avignon pour le compte d'Édouard III et exerce diverses fonctions en Angleterre, assurant la garde du royaume pendant les absences du roi en 1338-1340, puis au sein d'un conseil en 1355. Aucun autre baron n'apparaît plus que lui sur les chartes du règne d'Édouard, signe de son importance et de sa proximité avec le roi.
En 1347, Richard FitzAlan hérite du titre de comte de Surrey à la mort du comte John de Warenne, le frère de sa mère, qui ne laisse aucun enfant légitime. Son fils aîné Richard hérite des deux titres, Arundel et Surrey, à la mort de Richard, survenue le 24 janvier 1376 au château d'Arundel.

## Mariages et descendance

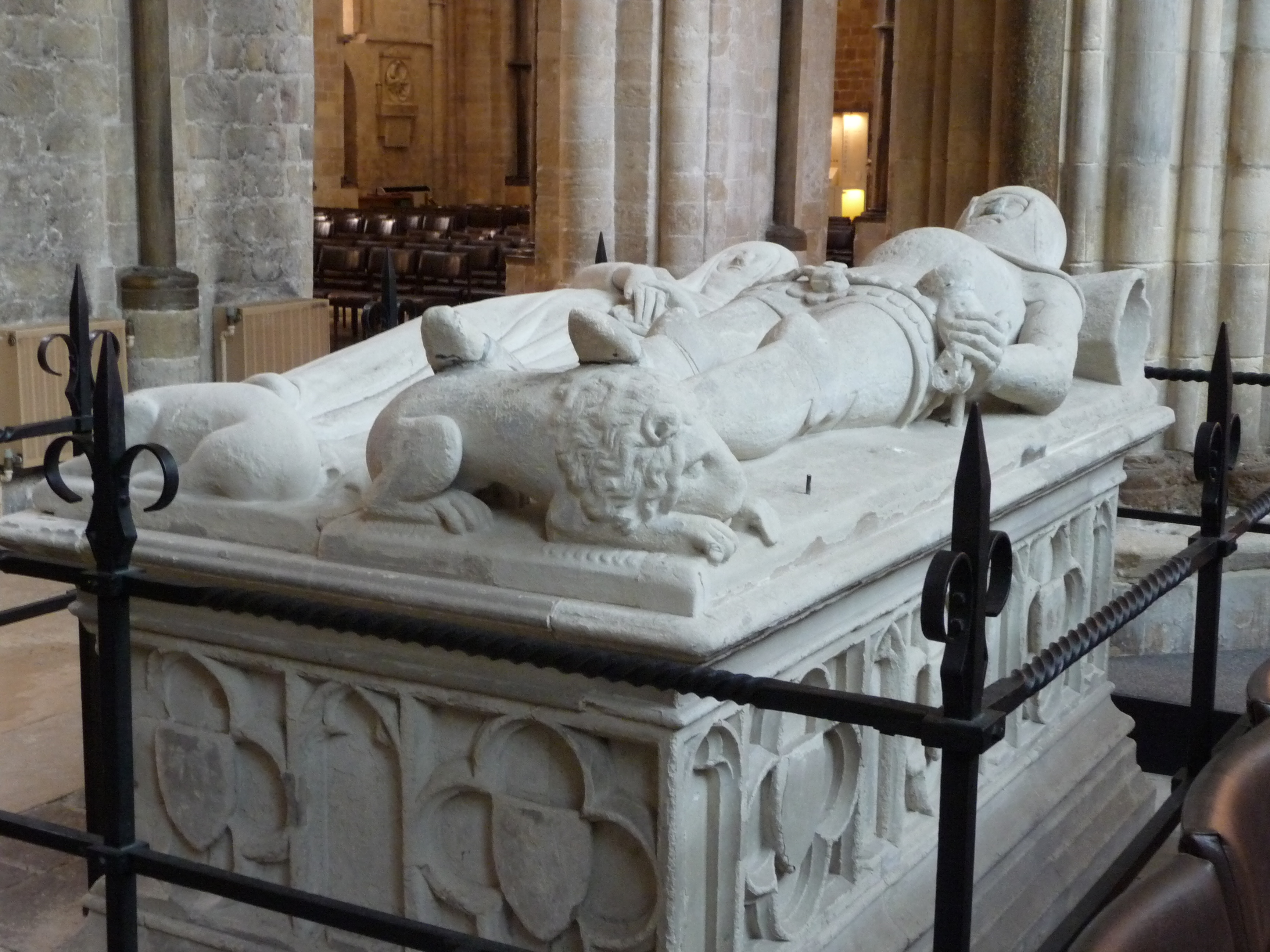
Le gisant de Richard FitzAlan et son épouse Éléonore dans la cathédrale de Chichester. Il a inspiré à Philip Larkin le poème An Arundel Tomb (1964).

Richard FitzAlan épouse en premières noces Isabelle le Despenser (1312-1356) le 9 février 1321. Ce mariage est arrangé alors que les conjoints sont encore enfants, afin de permettre le rapprochement entre leurs deux familles. Après la déposition d'Édouard II et la chute des Despenser, il devient superflu aux yeux de Richard, qui obtient son annulation par le pape Clément VI le 4 décembre 1344. Un fils en est issu, que cette annulation délégitime, le privant de tous droits sur la succession de son père :
- Edmond (vers 1326 – 1381/2), chevalier.

Richard FitzAlan se remarie le 5 février 1345 avec Éléonore (1318-1372), fille du comte Henri de Lancastre. Ce second mariage nécessite une dispense papale, car Éléonore est la cousine germaine d'Isabelle le Despenser. Richard et sa deuxième femme ont cinq enfants :
- Richard (1346 – 1397), quatrième comte d'Arundel ;
- Jeanne (1348 – 1419), qui épouse le comte de Hereford Humphrey de Bohun ;
- Jean (avant 1349 – 1379), premier baron Arundel et Maltravers ;
- Alice (1350 – 1416), qui épouse le comte de Kent Thomas Holland ;
- Thomas (vers 1353 – 1414), archevêque de Cantorbéry.

Richard FitzAlan a également deux enfants illégitimes :
- Éléonore (1348 – 1396), qui épouse John de Bereford ;
- Ranulph (1359 – ?).